# VersaEmerge (EP)
VersaEmerge är den självbetitlade EP:n från det amerikanska experimentell rockbandet med samma namn. Detta är den första av EP:s som släppts på ett skivbolag. Past Praying For var den första singeln från EP:n. En musikvideo till den släpptes senare. I december 2009 släppes den andra singeln Whisperer. 

## Låtlista
| Nr | Titel                                                          | Längd |
| -- | -------------------------------------------------------------- | ----- |
| 1. | Theatrics                                                      | 0:39  |
| 2. | The Hider                                                      | 2:43  |
| 3. | Past Praying for                                               | 2:55  |
| 4. | Moments Between Sleep                                          | 3:27  |
| 5. | Whisperer                                                      | 3:14  |
| 6. | Clocks (acoustic) (Ny version. Ursprungligen från Perceptions) | 4:09  |